# Wolfgang Kindl
Wolfgang Kindl (født 18. april 1988 i Innsbruck, Østrig) er en østrigsk kælker, der har konkurreret siden 2007. 
Han vandt en sølvmedalje under EM i kælkning i 2010 i Sigulda, Letland, hvor han deltog i singlekonkurrencen. Han repræsenterede Østrig ved Vinter-OL 2010, som var hans første OL.
Ved vinter-OL 2022 i Beijing tog han sølv i single.